# 庫多湖 (奧波奇卡區)
56°42′02″N 28°59′24″E / 56.70056°N 28.99000°E
庫多湖（俄语：Кудо），是俄羅斯的湖泊，位於該國西北部，由普斯科夫州負責管轄，處於奧波奇卡區，面積1.3平方公里，集水區面積18.7平方公里，平均水深3米，最大水深15米。